# Allodia idahoensis
Allodia idahoensis är en tvåvingeart som beskrevs av Zaitzev 1983. Allodia idahoensis ingår i släktet Allodia och familjen svampmyggor.
Artens utbredningsområde är Idaho. Inga underarter finns listade i Catalogue of Life.